# Aït Ouribel
Ait Ouribel (franska: Ait Ouribel (CR), Ait Ouribel (Commune Rurale), arabiska: بوقشمير) är en kommun i Marocko.   Den ligger i provinsen Khémisset och regionen Rabat-Salé-Kénitra, i den norra delen av landet, 70 km öster om huvudstaden Rabat. Antalet invånare är 10 224.